# OutRage!
OutRage! ist eine britische Aktionsgruppe, die sich für die Rechte homosexueller, bisexueller und transsexueller Personen einsetzt. Ihr Gründer ist Peter Tatchell. Die Gruppe entstand am 10. Mai 1990.  Viele ihrer Protestaktionen sind gegen religiöse Gruppen gerichtet, die sich ihrerseits auf der einen oder anderen Weise entweder gegen Homosexualität positioniert haben oder nach Meinung von OutRage! gegen das Sichtbarwerden von Homosexualität wirken.

## Judentum
Der damalige britische Oberrabbiner Immanuel Jakobovits reagierte auf eine Studie von Dean Hamer im Jahre 1993, in der Hamer mögliche genetische Ursachen von Homosexualität nachwies, in dem er sagte, dies böte die Gelegenheit, durch Gentechnik dafür zu sorgen, dass Homosexualität eliminiert werde. Infolgedessen hielt OutRage! eine Demonstration vor einer Londoner Synagoge ab, von der jedoch die allgemeine Einschätzung herrschte, sie sei eher liberal.  Die dort verteilten Flugblätter verglichen die Bemerkungen von Jakobovits mit denen von Adolf Hitler.  Dies führte dazu, dass Vorwürfe des Antisemitismus gegen die Gruppe erhoben wurden.

## Church of England
Seit Herbst des Jahres 1994 setzt der Verein einen seiner Schwerpunkte auf den Kampf gegen religiöse Homophobie. Als Michael Turnbull zum Bischof von Durham zum geweiht wurde, störte OutRange! die Bischofsweihe  mit einer Demonstration. Es war durch eine Presseveröffentlichung bekannt geworden, dass er 1968 wegen eines schwulen Sexualdelikts verurteilt worden war. In der Folge wurden auch 9 weitere Bischöfe der Church of England, deren Homosexualität bekannt war oder bei denen sie vermutet, von OutRage! auf einer Kundgebung vor dem Church House aufgefordert, sie mögen „Die Wahrheit sagen!“. Jene zehn Bischöfe wurden zwar offiziell nicht benannt, aber der Melbourne Star Observer in Australien veröffentlichte die Namen der Gemeinden. Gleichzeitig fing Peter Tatchell einen Dialog mit dem Bischof von London, David Hope an, der nicht unter den zehn genannt war, da die Gruppe vermutete, er könnte freiwillig einen Coming-out haben. Presseberichte, in denen über die Sexualität verschiedener Bischöfe spekuliert wurde, ließen Dr. Hope das Schlimmste befürchten, so dass er im Februar 1995 eine Pressekonferenz abhielt, in der er OutRage! für ihre Druck-Taktik verurteilte, und seine eigene Sexualität als „Grauzone“ bezeichnete.